# Parroquia de la Sagrada Familia (Valladolid)
La iglesia de la Sagrada Familia es un templo moderno ubicado en Valladolid. Se encuentra en la calle capuchinos n.º 11, cerca del río Pisuerga.